# Evoplosoma augusti
Evoplosoma augusti är en sjöstjärneart som beskrevs av Jean Baptiste François René Koehler 1909. Evoplosoma augusti ingår i släktet Evoplosoma och familjen ledsjöstjärnor. Inga underarter finns listade i Catalogue of Life.